# Radkov (district de Žďár nad Sázavou)
Pour les articles homonymes, voir Radkov.
Radkov (en allemand : Radkow) est une commune du district de Žďár nad Sázavou, dans la région de Vysočina, en République tchèque. Sa population s'élevait à 170 habitants en 2020.

## Géographie
Radkov se trouve à 13 km au sud-ouest de Bystřice nad Pernštejnem, à 22 km au sud-est de Žďár nad Sázavou, à 41 km à l'est de Jihlava à 145 km au sud-est de Prague.
La commune est limitée par Moravec au nord, par Strážek au nord-est, par Dolní Libochová au sud-est, par Horní Libochová au sud et par Pikárec à l'ouest.

## Histoire
La première mention écrite de la localité date de 1368.

## Transports
Par la route, Radkov se trouve à 13,5 km de Bystřice nad Pernštejnem, à 28 km de Žďár nad Sázavou, à 54,5 km de Jihlava et à 175 km de Prague.